# Tambakagung (Puri)
Tambakagung is een bestuurslaag in het regentschap Mojokerto van de provincie Oost-Java, Indonesië. Tambakagung telt 6889 inwoners (volkstelling 2010).